# Amytornis goyderi
Amytornis goyderi là một loài chim trong họ Maluridae.